# Gau (Ägypten)
Die Gaue waren im alten Ägypten über Jahrtausende gültige Verwaltungsbezirke entlang des Nils, die das gesamte Kernland umfassten. Es handelt sich um die Übersetzung des griechischen Wortes νομός nomós, das in antiken Quellen für die altägyptischen Verwaltungseinheiten benutzt wurde.

## Entstehung
Hervorgegangen sind die Gaue wohl weniger aus lokalen Fürstentümern des Neolithikums als aus den Einzugsgebieten der königlichen Domänen unter Djoser. Im Alten Reich gab es 38 Gaue, die später um vier weitere ergänzt wurden. Im Verlaufe der langen Geschichte Ägyptens waren die Gaue und ihre Vorsteher (Gaufürsten) mehr oder weniger unabhängig von der Zentralmacht des Königs (Pharao). Aus den Texten der Diagonalsternuhren geht hervor, dass jeder der Dekane einen altägyptischen Gau symbolisiert und die Gottheit des jeweiligen Dekans einem Gau zugeteilt war.

## Bedeutung
Der Zusammenschluss der Familien, Horden und Stämme zu Gauen hatte entscheidenden Einfluss auf die Gestaltung des Glaubens, zunächst für die niederen Geister und Dämonen, später auch die Gottheiten. Fast jeder Gau hatte ein eigenes Wappen in Form einer Standarte und eine lokale Gottheit mit ihrem eigenen Mythos, die besonders verehrt wurde und dafür ihren Schutz gewährte.
Die älteste erhaltene „Gauliste“ befindet sich an der „Weißen Kapelle“ des Sesostris I. in Karnak, doch gibt es für die Gaue einzeln bereits frühere Belege (z. B. Weltkammer).
Aus griechisch-römischer Zeit finden sich weiterhin Aufzählungen der 42 kanonischen Gaue (beispielsweise im Tempel von Edfu), doch dürfte die tatsächliche Zahl im Jahr 259 v. Chr. bei 36 gelegen haben. Jeder Gau (Nomos) unterstand einem Strategen. Als weitere Verwaltungsbezirke kamen noch der Fayum als Nomos Arsinoites hinzu, der aufgeteilt wurde in die vier Teilgebiete (Meris) von Herakleides, Themistos, Polemon und der Hauptstadt Arsinoe. Dazu in der westlichen Wüste die Bezirke Oasis Magna (Charga und Dachla), Oasis Parva (Bahariyya) und Ammoniake (Oase Siwa), sowie im Osten Sinai und Aethiopia am Roten Meer. Alexandria war ein eigenständiger Bezirk außerhalb des Gausystems.

## Gauzeichen
Die Gauzeichen dienten ursprünglich wohl zur Unterscheidung der Lieferungen von den verschiedenen königlichen Domänen. Dabei lassen sich zwei Gruppen von Zeichen unterscheiden: Die älteren, stets auf Standarten präsentierten Gauzeichen beziehen sich vermutlich auf Gottheiten (Numina) in der Nähe der jeweils ältesten Domäne eines Bereichs (nicht unbedingt den späteren Gaugott). Die späteren, zwischen Djoser und Snofru geschaffenen und ursprünglich ohne Standarte präsentierten Gauzeichen sind großteils ausgeschriebene Geographika wie Nubierland (O01), Horus-Thron (O02) oder weiße Mauer (U01).

## Oberägyptische Gaue
| Nr    | ägypt. Name                | griech. Name                                       | Beschreibung                                    | Hauptstadt heute (antik; griechisch)                        | Orts-/Gaugötter                                                                    |
| ----- | -------------------------- | -------------------------------------------------- | ----------------------------------------------- | ----------------------------------------------------------- | ---------------------------------------------------------------------------------- |
| O01 𓈶 | Ta-seti                    | Ombites                                            | Nubierland                                      | Assuan (Suenet/Jeb/Nybt; Syene/Elephantine/Ombos)           | Chnum, Satet (Sopdet), Anuket, Isis, Nephthys, Horus, Osiris, Seth                 |
| O02 𓈷 | Wetjes-Hor                 | Apollonopolites                                    | Horus-Thron-Gau, Falkengau                      | Edfu (Behdet/Mesen/Saboet; Apollonopolis Magna)             | Behdeti                                                                            |
| O03 𓈸 | Nechen                     | Latopolites                                        | Landeplatz, Festungsgau                         | Elkab/Kom el-Ahmar (Nechab/Nechen; Hierakonpolis)           | Nechbet, Chnum                                                                     |
| O04 𓈹 | Waset                      | Pathyrites / Peri Thebas                           | Gau des Was-Zepters                             | Armant + Theben (Iunu-shema + Waset; Hermontis + Thebai)    | Month, Amun, Amun-Re, Amun-Min, Amun-Atum, Amun-Chepre, Mut, Chons, Hathor, Buchis |
| O05 𓈺 | Netjerui                   | Koptites                                           | Zwei-Falken-Gau, Gau der beiden Herren          | Koptos/Quift (Gebtu; Koptos)                                | Seth, Min                                                                          |
| O06 𓈻 | Iqer                       | Tentyrites                                         | Krokodilgau                                     | Dendera (Onet; Tentyra)                                     | Hathor, Ihi, Sobek, Harsomtus                                                      |
| O07 𓈼 | Bat                        | Diospolites Mikros                                 | Gau der weiblichen Seele                        | Nag Hammadi (Hu/Hiw; Disospolis mikra)                      | Hathor, Bat                                                                        |
| O08 𓈽 | Ta-wer                     | Thinites                                           | „Ältestes Land“                                 | Girga/Abydos (Tine/Abdu; Thinis/Abydos)                     | Anhuret (Onuris, Schu), Osiris, Chontamenti, Upuaut                                |
| O09 𓈾 | Menu                       | Panopolites                                        | Min-Gau, Gau der guten Seele                    | Achmim (Ipu/Chenet Min; Panopolis)                          | Min, Iunmutef, Horus von Chemmis                                                   |
| O10 𓈿 | Wadjit                     | Antaiopolites / Aphroditopolites / Apollonopolites | Schlangengau                                    | Qaw el-Kebir/el-Badari (Tjebu; Antaeopolis)                 | Wadjet, Nemti, Seth, Mahes                                                         |
| O11 𓉁 | Scha                       | Hypselites                                         | Seth-Tier-Gau                                   | Shutb (Schas-hotep; Hypselis)                               | Seth, Horus, Chnum                                                                 |
| O12 𓉃 | Atfet                      | (zu O10)                                           | Bergviper-Gau                                   | El-Atawlah (Per-antj; Hierakon)                             | Nemti                                                                              |
| O13 𓉄 | Nedjefet-Chentet           | Lykopolites                                        | vorderer Sykomorengau                           | Assiut (Saut/Siut, Ja-Kemet; Lykonpolis)                    | Upuaut, Chontamenti, Osiris                                                        |
| O14 𓉅 | Nedjefet-pehetet           | (zu O15)                                           | hinterer Sykomorengau                           | Meir (Qis; Cusae)                                           | Hathor                                                                             |
| O15 𓉆 | Wenet                      | Hermopolites                                       | Hasengau                                        | El-Aschmunein (Wenu, Chemen/Chmunu; Hermopolis Magna)       | Thot, Seschat, Imi-schemenu, Unut, die „Achtheit von Hermopolis“                   |
| O16 𓉇 | Ma-hedj                    | (zu O15)                                           | Antilopengau, Gazellengau                       | südl. Minia gelegen (Hebenu, Herwer, Neferusi, Menat-Chufu) | Hebenu, Pachet, Chnum, Horus                                                       |
| O17 𓉈 | Input                      | Kynopolites                                        | Schakalgau, Hundsgau                            | Minia (Henu, Hardai; Kynopolis)                             | Anubis                                                                             |
| O18 𓉉 | Nemti, Per-Nemti           | (zu O17)                                           | Falkengau (Nemti-Falke)                         | Kom el-Ahmar Sawaris                                        | Dunanui, Nemti                                                                     |
| O19 𓉋 | Wabui                      | Oxyrhynchites                                      | Wabu-Zepter, Doppelzepter-Gau                   | Bahnasa/Beni Mazar (Per Medjet; Oxyrhynchos)                | Seth                                                                               |
| O20 𓉌 | Naret später Naret-chentet | Herakleopolites                                    | vorderer Baumgau, Oleanderbaumgau, Naretbaumgau | Ehnasya (H.t-nen Nesut/Hnês; Herakleopolis)                 | Herischef                                                                          |
| O21 𓉍 | Naret-pehet                | (zu U01)                                           | hinterer Baumgau, Oleanderbaumgau, Naretbaumgau | Fayyum (Schedet; Arsinoe/Krokodilopolis)                    | Sobek (Maga), Sobek-Horus                                                          |
| O22 𓉎 | Medenit                    | Aphroditopolites                                   | Messergau                                       | Atfih (Per-nebet-tep-ichu; Aphroditopolis)                  | Hathor                                                                             |

## Unterägyptische Gaue

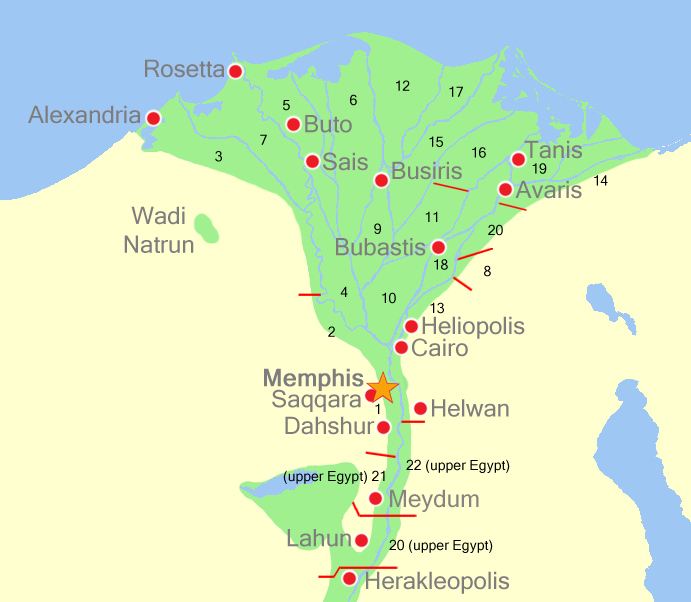
Die 20 unterägyptischen Gaue

| Nr    | ägypt. Name          | griech. Name     | Beschreibung                                 | Hauptstadt heute (antik; griechisch)                                                       | Orts-/Gaugötter                                                                           |
| ----- | -------------------- | ---------------- | -------------------------------------------- | ------------------------------------------------------------------------------------------ | ----------------------------------------------------------------------------------------- |
| U01 𓈠 | Inbu-hedj            | Memphites        | „Weiße Mauer“                                | Mit Rahine (Men nefer, evtl. Hot-Ka-Ptah; Memphis)                                         | Ptah, Ptah-Tatenen, Ptah-Sokar, Ptah-Nun, Apis (Hapi), Sachmet, Nefertem, Imhotep, Hathor |
| U02 𓈡 | Chepesch (?)         | Letopolites      | Iua/Iwa/Iwo, Schenkelgau                     | Ausim (Letopolis, Chem, Sechem)                                                            | Cherti                                                                                    |
| U03 𓈢 | Imentet              | Gynaikopolites   | Westgau                                      | Kom el-Hisn (Jamu; -)                                                                      | Hathor                                                                                    |
| U04 𓈣 | Neret-reset          | Prosopites       | südlicher Neith-Gau; von U05 abgespalten     | Zawyat Razin (-; Nikiou)                                                                   | Neith, Behdeti, Osiris                                                                    |
| U05 𓈤 | Neret-mehetet        | Saites           | (nördlicher) Neith-Gau                       | Sais (Saw, Sau; Sais)                                                                      | Neith, Behdeti, Osiris                                                                    |
| U06 𓈦 | Chasuu               | Xoites           | Bergstiergau                                 | Sacha (Pe/Dep, Per Uto; Buto)                                                              | Uto, Re                                                                                   |
| U07 𓈧 | Wa-em-Huu-ges-imenti | Menelaites       | westlicher Harpunengau                       | ? (Besta; Menelaos)                                                                        | Ha                                                                                        |
| U08 𓈨 | Wa-em-Huu-ges-iabti  | Heroopolites     | östlicher Harpunengau                        | Tjeku (Per Atum; hebräisch Pitom)                                                          | Atum, Osiris                                                                              |
| U09 𓈩 | Anedjti              | Bousirites       | Gau des Gottes vom Weidegebiet               | Abu Sir Bana (Per Osiris/Anedjti; Busirites, Busiris)                                      | Osiris, Isis                                                                              |
| U10 𓈪 | Kemwer               | Athribites       | Großer Schwarzer Stier-Gau                   | Kom El-Atrib (Kem-wer; Athribis)                                                           | Chentechtai                                                                               |
| U11 𓈫 | Hesbu                | Leontopolites    | Gau des gezählten Stieres                    | Tell el-Muqdam (- ; Leontopolis)                                                           | Schu, Tefnut, Mahes                                                                       |
| U12 𓈬 | Tjeb-netjer          | Sebennytes       | Gau des göttlichen Kälbchens                 | Samanud (Tep-netjer; Sebennytos)                                                           | Isis, Schu, Onuris                                                                        |
| U13 𓈭 | Heqa-ondju           | Heliopolites     | Gau des unversehrten Zepters                 | El-Mataria (Iunu/On; Heliopolis)                                                           | Atum, Re, Re-Harachte, Mer-wer (schwarzer Mnevis-Stier), Hathor, Benu, Thot               |
| U14 𓈮 | Chenti-iabti         | Sethroites       | Vorderseite des Ostens                       | Sile (Tjaru; Sethroe)                                                                      | Horus, Uto, Seth                                                                          |
| U15 𓈯 | Djehuti              | (zu U16)         | Ibisgau                                      | Baklije (Wenu; Hermopolis)                                                                 | Thot, Achtheit von Hermopolis                                                             |
| U16 𓈰 | Hat-Mehit            | Mendesios        | Fischgau                                     | Tell Roba (Anpet und Dedet; Thmuis und Mendes)                                             | Hatmehit, Ba-Widder von Mendes                                                            |
| U17 𓈱 | Behdet               | Diospolites Kato | Throngau; von U12 abgespalten                | Nördliches Behdet (Pa-ju-en-Amun; Insel des Amun, auch Waset-mehu; Theben in Unterägypten) | Behdeti                                                                                   |
| U18 𓈳 | Imet-chentet         | Boubastites      | vorderer Königskind-Gau; von U13 abgespalten | Bubastis (Baset; Boubastis)                                                                | Bastet, Nefertem                                                                          |
| U19 𓈴 | Imet-pechet          | Tanites          | hinterer Königskind-Gau; von U18 abgespalten | Tanis (Imet/Djanet; Tanis)                                                                 | Wadjet                                                                                    |
| U20 𓈵 | Sopdu                | Arabia           | Sopdu-Gau; von U08 abgespalten               | Saft el-Henna (Per-Sopdu; Phakusa)                                                         | Sopdu                                                                                     |